# Снайфедльснесвегюр
Снайфедльснесвегюр (исл. Snæfellsnesvegur, слушатьо файле; дорога 54) — дорога на западе Исландии в регионе Вестюрланд. Дорога предоставляет единственный способ добраться от Снайфедльснеса до остальной Исландии. Длина Снайфедльснесвегюр составляет почти 230 километров. Бо́льшая часть дороги заасфальтирована, но почти треть — участок от поворота на Стиккисхоульмсвегюр 58 почти до слияния с дорогой Вестфьярдарвегюр 60, имеет гравийное покрытие..

## История
Дороги на полуострове Снайфедльснес, как и всюду в Исландии, не имеют долгой истории. Несмотря на то, что путешествия исландцев в предыдущие века были довольно обширными, но для этого основном использовалось каботажное плавание вдоль берегов острова, реже — пешеходные или верховые тропы по суше. Из-за сильно пересечённой местности, путешествия по суше были весьма трудными и занимали длительное время.
В 1776 году датскими властями было запланировано строительство нескольких дорог в Исландии, в том числе дороги на Снайфедльснес, но до практической реализации этого плана дело не дошло. Только в 1893 году, когда король Кристиан IX подписал указ о дорожном строительстве в Исландии, наступил перелом и на строительство дорог Датской короной были выделены деньги и назначен специальный исландский государственный дорожный инженер Сигурдур Тороддсен. Он запланировал прокладку транспортных маршрутов в наиболее густонаселённые части острова, в том числе на Снайфедльснес. Этот первый транспортный маршрут, проложенный в 1908 году в эпоху вьючного транспорта в Исландии от города Боргарнеса на запад к порту Стиккисхоульмюр, стал впоследствии основой для нескольких дорог построенных в начале прошлого века, в том числе и для нынешней дороги Снайфедльснесвегюр.
С 1972 по 2000 год название Снайфедльснесвегюр имела дорога 57, проходящая вдоль северного побережья вдоль северного побережья Снайфедльснес от Оулафсвик до Вестфьярдарвегюр. Участок дороги от Оулафсвик до Боргарнеса имел название Оулафсвикюрвегюр под номером 54. В 2000 году, после того как были заасфальтированы западные участки этих дорог, они были объединены в одну дорогу Снайфедльснесвегюр, получившей номер 54. Работы по асфальтированию Снайфедльснесвегюр продолжаются и в XXI веке — по состоянию на 2021 год, асфальтного покрытия нет на участке от поворота на Стиккисхоульмсвегюр 58 почти до слияния с дорогой Вестфьярдарвегюр 60.

## Маршрут
Снайфедльснесвегюр начинается на окраине Боргарнеса и на своём протяжении проходит только через один населенный пункт — город Грюндарфьордюр. В 5 км на запад от Снайфедльснесвегюр на дороге Утнесвегюр 574 находится Оулафсвик, в 9 км на север на Стиккисхоульмсвегюр 58 — Стиккисхоульмюр, в 10 км на север на Вестфьярдарвегюр 60 — город Будардалюр.
Дорога начинается от Хрингвегюр в Боргарнесе и идет в западном направлении по южному побережью полуострова Снайфедльснес. Достигнув Будавик Снайфедльснесвегюр поворачивает на север, круто поднимается вверх в горы и пройдя по перевалу через на горное плато Фродахейди, спускается к северному побережью Снайфедльснеса, где поворачивает на восток и далее идёт в восточном направлении до самого её окончания на Вестфьярдарвегюр 60. Северный и южный участки Снайфедльснесвегюр дополнительно соединяются между собой двумя дорогами — Хейдальсвегюр 55 и Ватналейд 56.
- Боргарнес (0 километр)

 — дорога Хрингвегюр 1
 — дорога Рёйданесвегюр 532
 — дорога Стаунгархольтсвегюр 536
 — мост через р. Лаунгау (исл. Langá)
 — дорога Аульфтанесхреппсвегюр 533
 — мост через р. Урридаау (исл. Urriðaá)
 — дорога Гримсстадавегюр 535
 — дорога Аульфтанесхреппсвегюр 533
 — мост через р. Аульфтау-ау-Мирюм (исл. Álftá á Mýrum)
 — дорога Скидсхольтсвегюр 537
 — дорога Хитардальсвегюр 539
 — дорога Хрёйнхреппсвегюр 540
 — мост через р. Хитарау (исл. Hítará)
 — дорога Хитарнесвегюр 566
 — мост через р. Кальдау (исл. Kaldá)
 — дорога Хейдальсвегюр 55
 — мост через р. Хаффьярдарау (исл. Haffjarðará)
 — мост через р. Нупау (исл. Núpá)
 — дорога Кольвидарнесвегюр 567
 — дорога Скоугарнесвегюр 568
 — мост через р. Лахсау (исл. Laxá)
 — мост через р. Клейвау (исл. Kleifá)
 — мост через р. Фаускруд (исл. Fáskrúð)
 — мост через р. Гримсау (исл. Grímsá)
 — дорога Ватналейд 56
 — мост через р. Стрёймфьярдарау (исл. Straumfjarðará)
 — мост через р. Стоура-Фюра (исл. Stóra-Fura)
 — мост через р. Стадарау (исл. Staðará)
 — мост через р. Ватнсхольтсау (исл. Vatnsholtsá)
 — мост через р. Блауфелдарау (исл. Bláfeldará)
 — мост через р. Каульвау (исл. Kálfá
 — мост через р. Хрёйнхабнарау (исл. Hraunhafnará)  →  водопад Бьяднафосс
 — дорога Утнесвегюр 574 → Бударкиркья, Аднарстапи, Хедльнар, Национальный парк Снайфедльсйёкюдль
 — мост через р. Фроудау (исл. Fróðá)
 — мост через руч. Лейнингюр (исл. Leyningur)
 — дорога Утнесвегюр 574 →  город Оулафсвик и селение Риф
 — мост через р. Тунгюоус (исл. Tunguós)
 — мост через р. Киркьюфедльсау (исл. Kirkjufellsá) →  водопад Киркьюфедльсфосс и  гора Киркьюфедль
- Грюндарфьордюр (133 километр)

 — мост через р. Квернау (исл. Kverná)
 — мост через р. Грюндарау (исл. Grundará →  водопад Грюндарфосс
 — мост через Уртхвала-фьорд и Кольграва-фьорд
 — мост через р. Берсерксейрарау (исл. Berserkseyrará)
 — дорога Берсеркьяхрёйнсвегюр 558
 — мост через Селья-фьорд
 — дорога Хельгафедльссвейтарвегюр 577
 — дорога Берсеркьяхрёйнсвегюр 558
 — дорога Ватналейд 56
 — мост через р. Баккаау (исл. Bakkaá)
 — дорога Хельгафедльссвейтарвегюр 577
 — мост через р. Грисхоульсау (исл. Gríshólsá
 — дорога Стиккисхоульмсвегюр 58 →  город Стиккисхоульмюр и  паромная переправа на Вестфирдир
 — мост через р. Свельгсау (исл. Svelgsá)
 — мост через р. Тоурсау (исл. Þórsá)
 — мост через р. Ульварфедльсау (исл. Úlfarfellsá)
 — мост через р. Хнаппау (исл. Hnappá)
 — мост через р. Каурсстадаау (исл. Kársstaðaá)
 — мост через р. Лаунгадальсау (исл. Langadalsá)
 — мост через р. Сетбергсау (исл. Setbergsá)
 — мост через р. Храппсау (исл. Hrappsá)
 — мост через р. Вальсхамарсау (исл. Valshamarsá)
 — мост через р. Баккаау (исл. Bakkaá)
 — мост через р. Свинафоссау (исл. Svínafossá)
 — дорога Хейдальсвегюр 55
 — мост через р. Лейтисау (исл. Leitisá)
 — мост через р. Лахсау (исл. Laxá)
 — мост через руч. Бланкюр (исл. Blankur)
 — мост через р. Глюфюрау (исл. Gljúfurá)
 — мост через р. Дункау (исл. Dúnká)
 — мост через р. Скрёймау (исл. Skraumá)
 — дорога Хёрдюдальсвегюр-Вестри 580
 — мост через р. Хёрдидалсау (исл. Hörðidalsá)
 — дорога Хёрдюдальсвегюр-Эйстри 581
 — дорога Хаульсбайявегюр 582
 — мост через р. Мидау (исл. Miðá)
 — дорога Вестфьярдарвегюр 60  →  город Будардалюр
- Лахсаборг (229 километр)

## Значение
Снайфедльснесвегюр является самой важной транспортной артерией полуострова Снайфедльснес, связывающей его с остальной Исландией. Дорога проходит через 6 из 10 общин региона Вестюрланд — Боргарбиггд, Эйя-ог-Миклахольтсхреппюр, Снайфедльсбайр, Грюндарфьярдарбайр, Хельгафедльссвейт и Далабиггд.
Снайфедльснесвегюр очень популярен у туристов, так как дорога проходит через местности с большим количеством достопримечательностей — водопады, каньоны, вулкан Снайфедль с ледником Снайфедльсйёкюдль, лавовые поля, базальтовые столбы Гердюберг, долина с горячими минеральными источниками Элькельда, лежбища тюленей, птичьи базары, национальный парк Снайфедльсйёкюдль и многое другое.
В романе «Хорошие исландцы» (исл. Góðir Íslendingar; 1998) исландского писателя Хюльдара Брейдфьорда описывает путешествие по Снайфедльснесвегюр от Боргарнеса до западных фьордов.

## Галерея

Фотографии дороги Снайфедльснесвегюр и её окрестностей
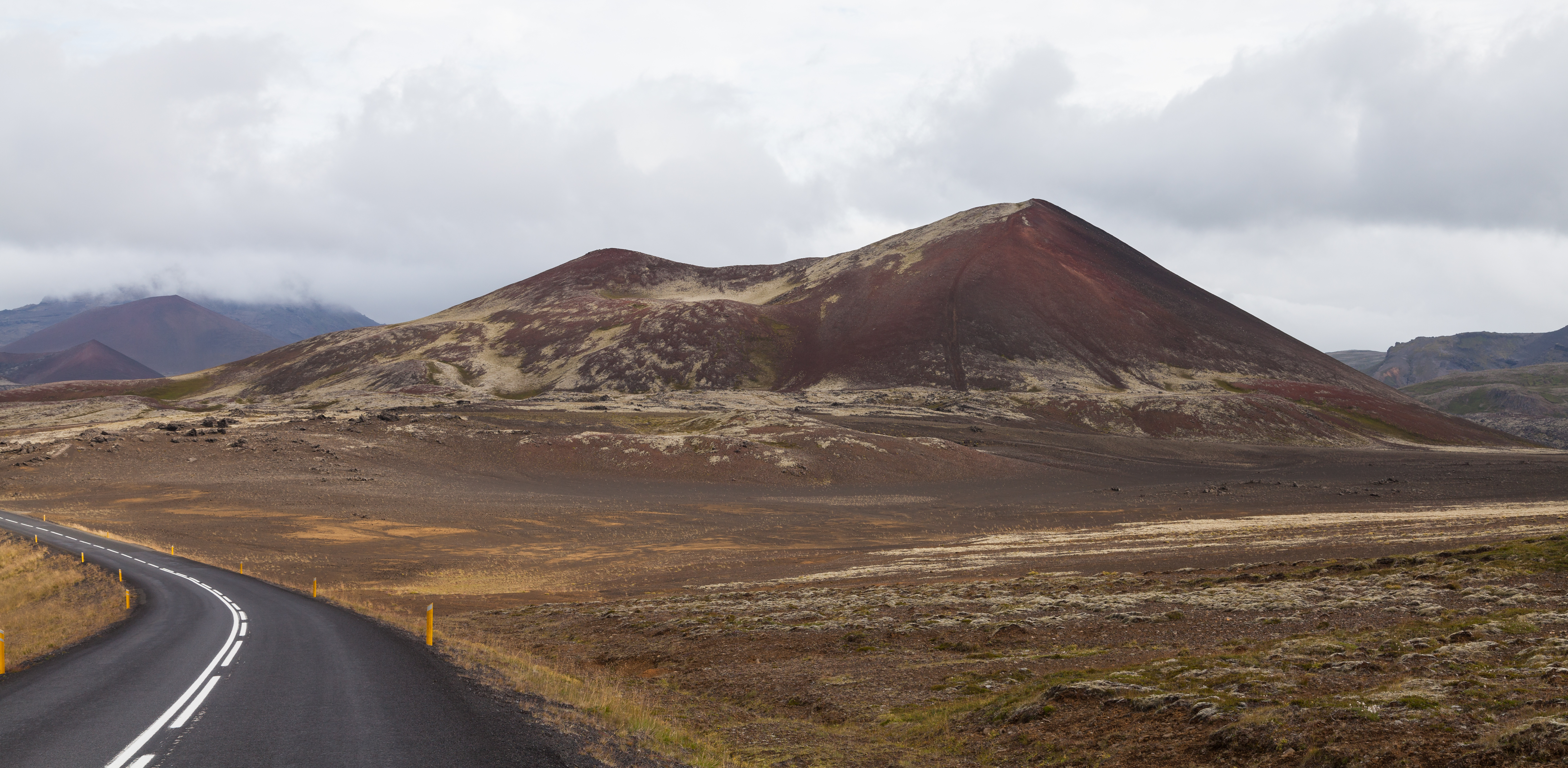
Один из кратеров вулканической системы Льоусюфьёдль неподалёку от Грюндар-фьорда
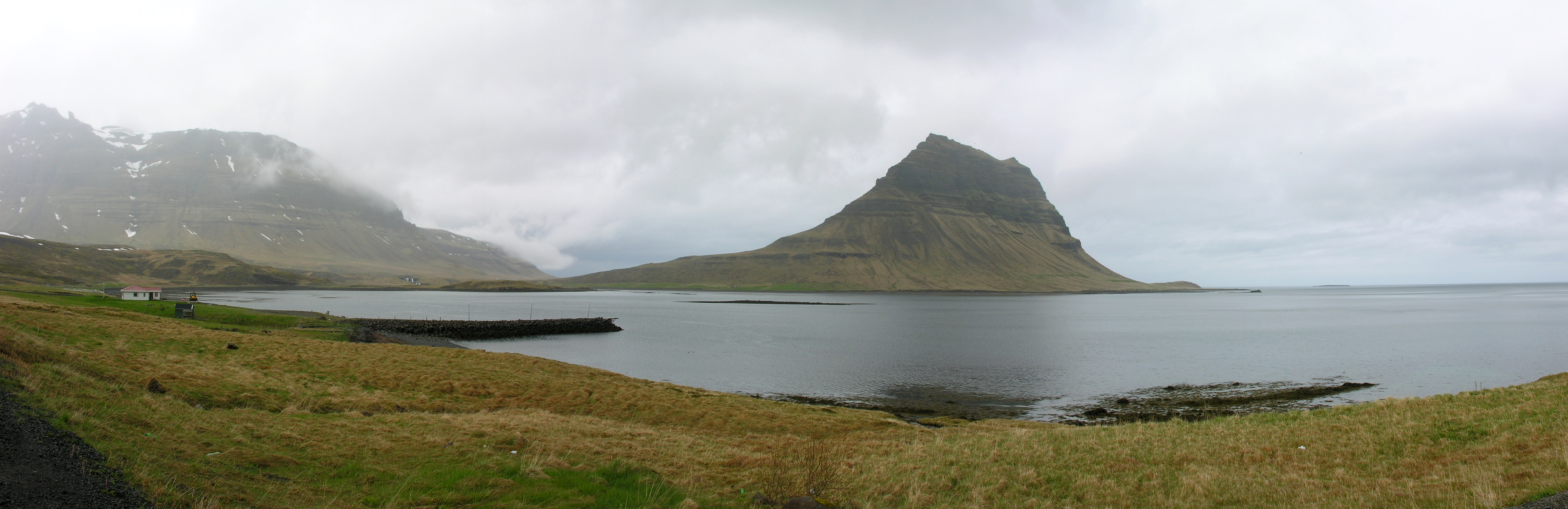
Киркьюфедль
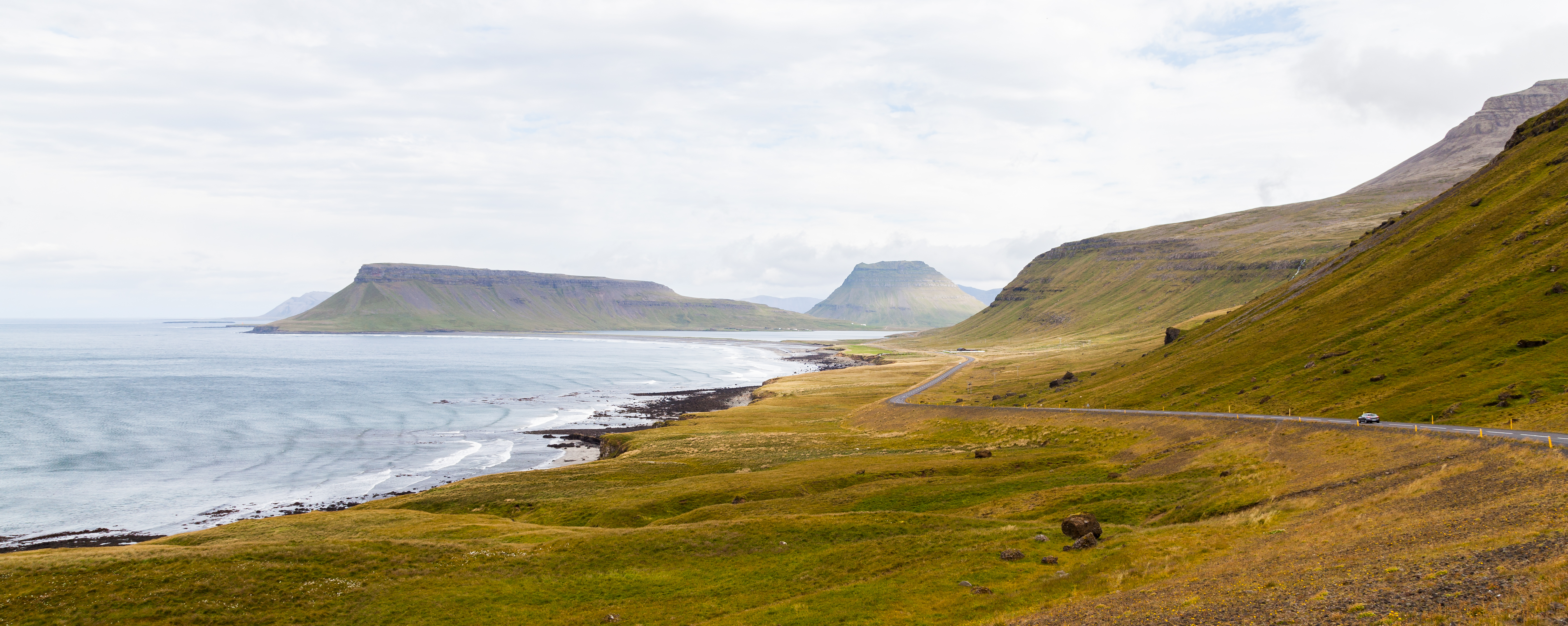
Буландсхёвди
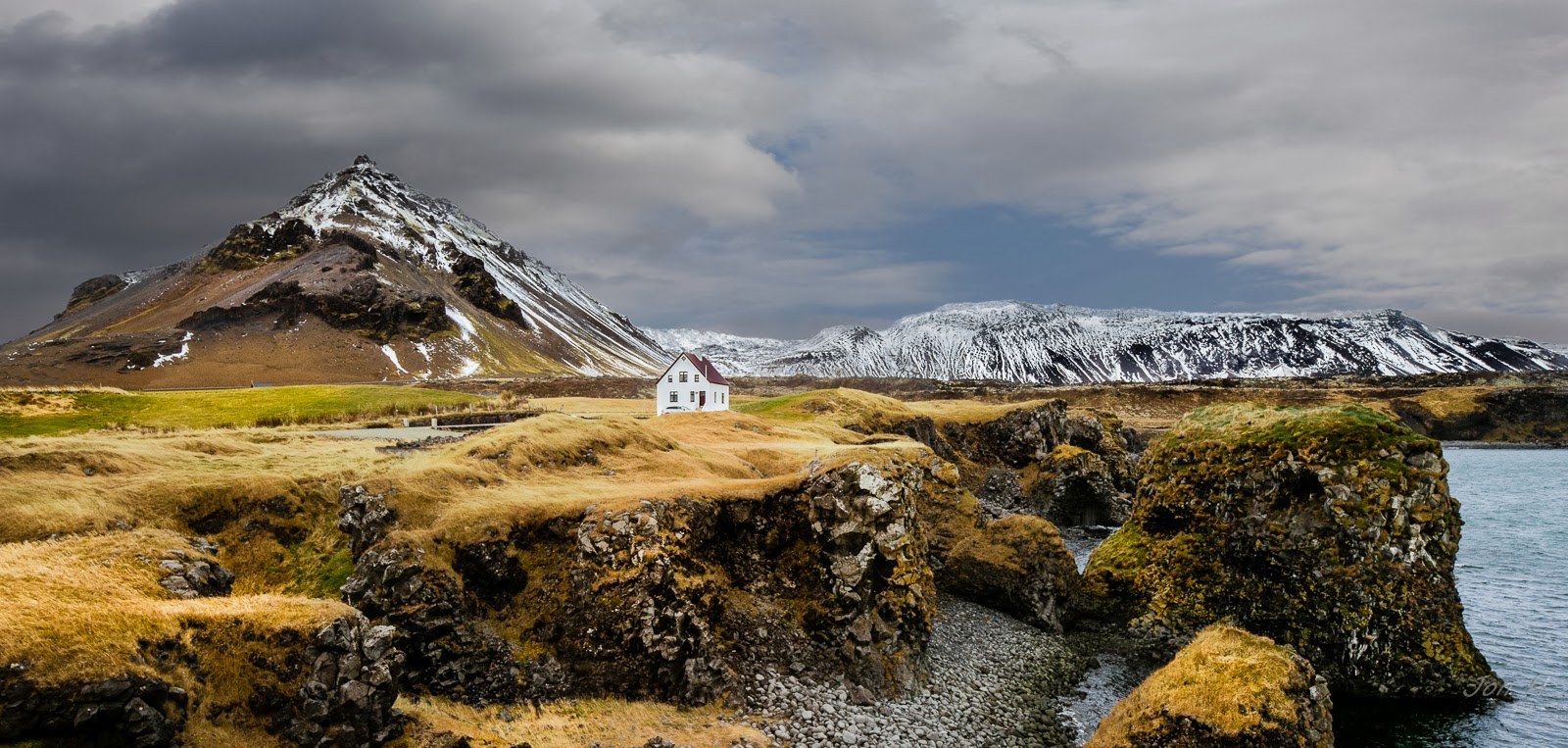
Аднарстапи и гора Стапафедль
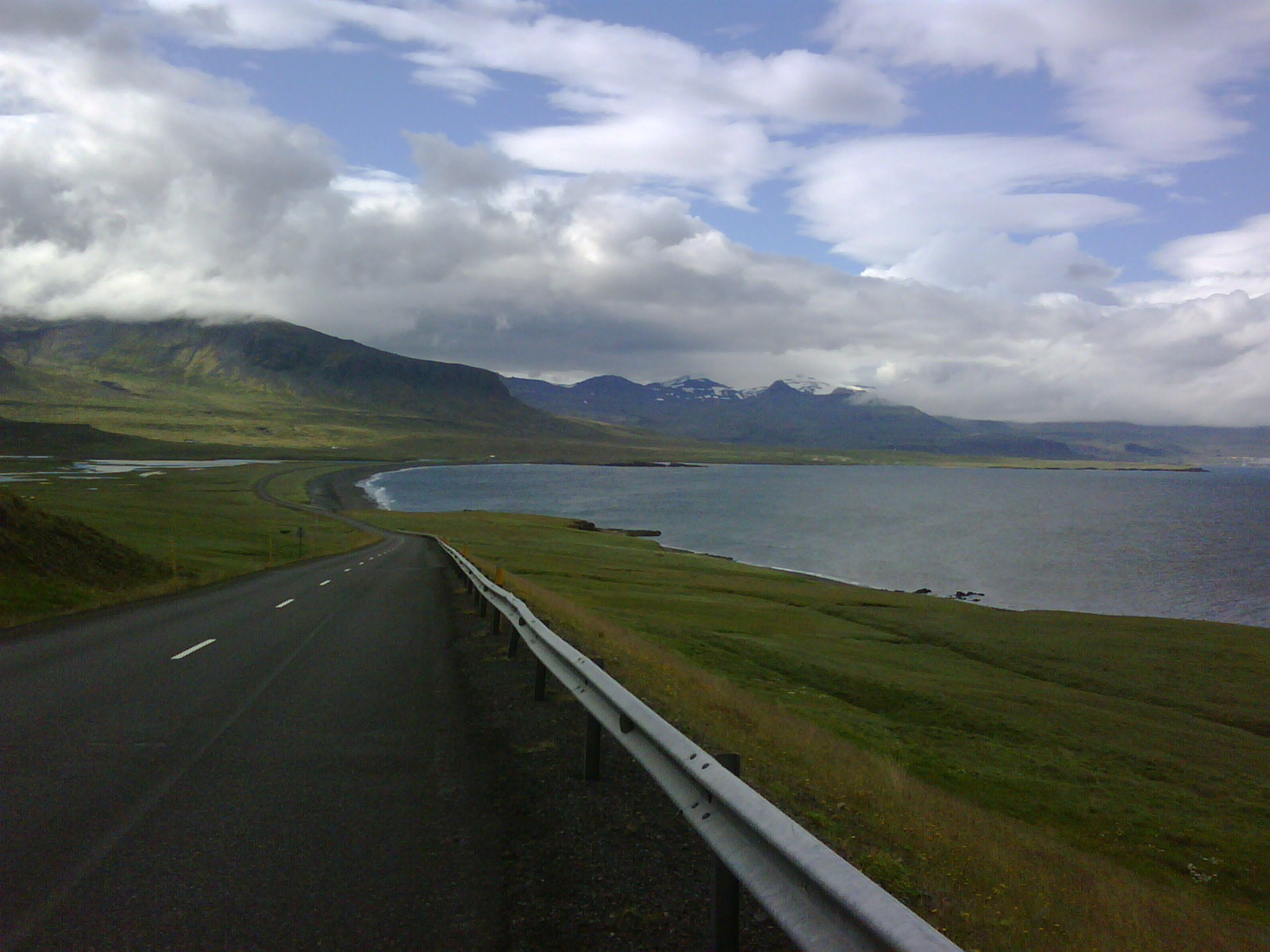
Снайфедльснесвегюр неподалёку от горы Хёвдакула
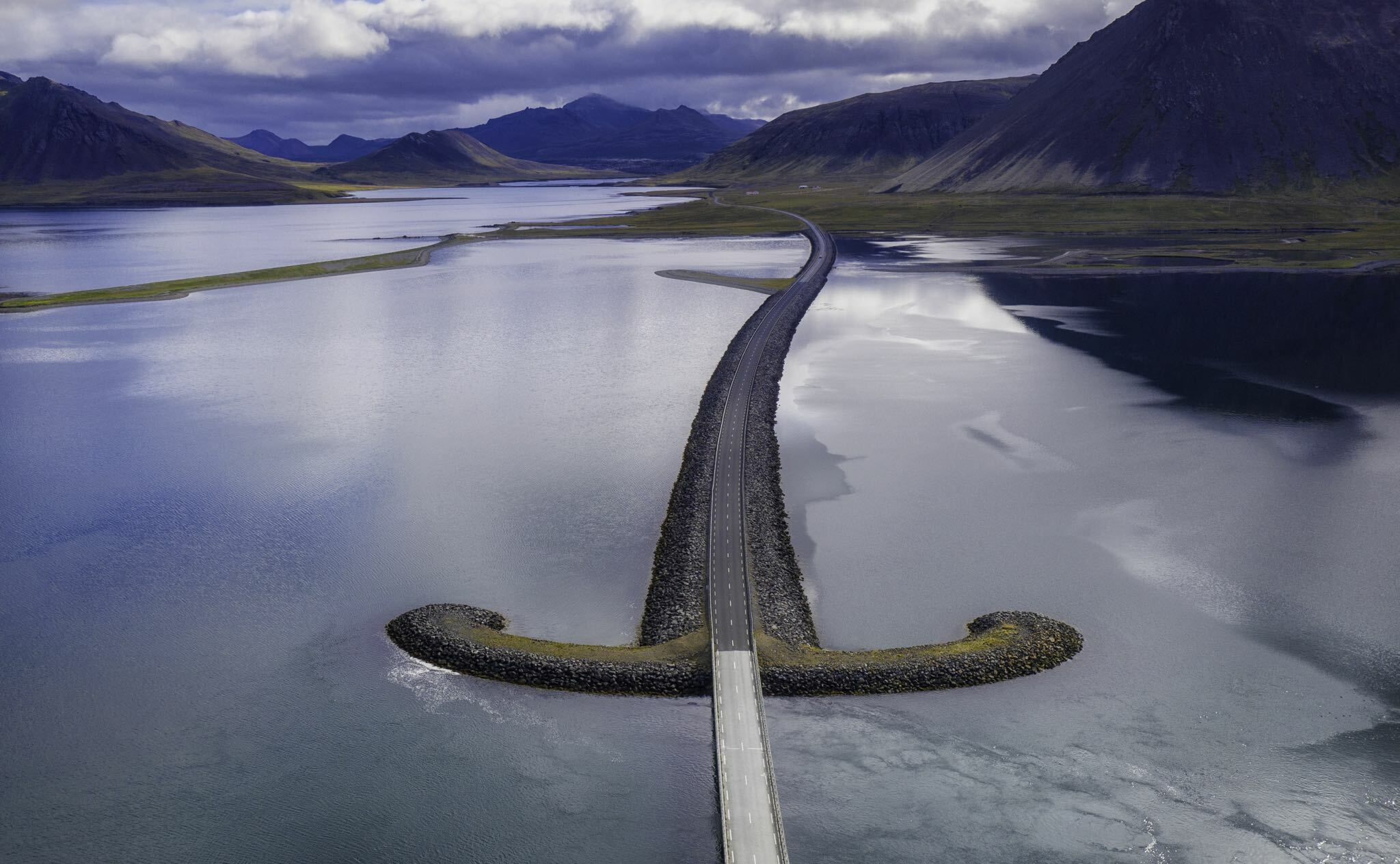
Мост через небольшой фьордовый комплекс. Слева Уртхвала-, справа Кольграва-, а вверху слева — Селья-фьорд

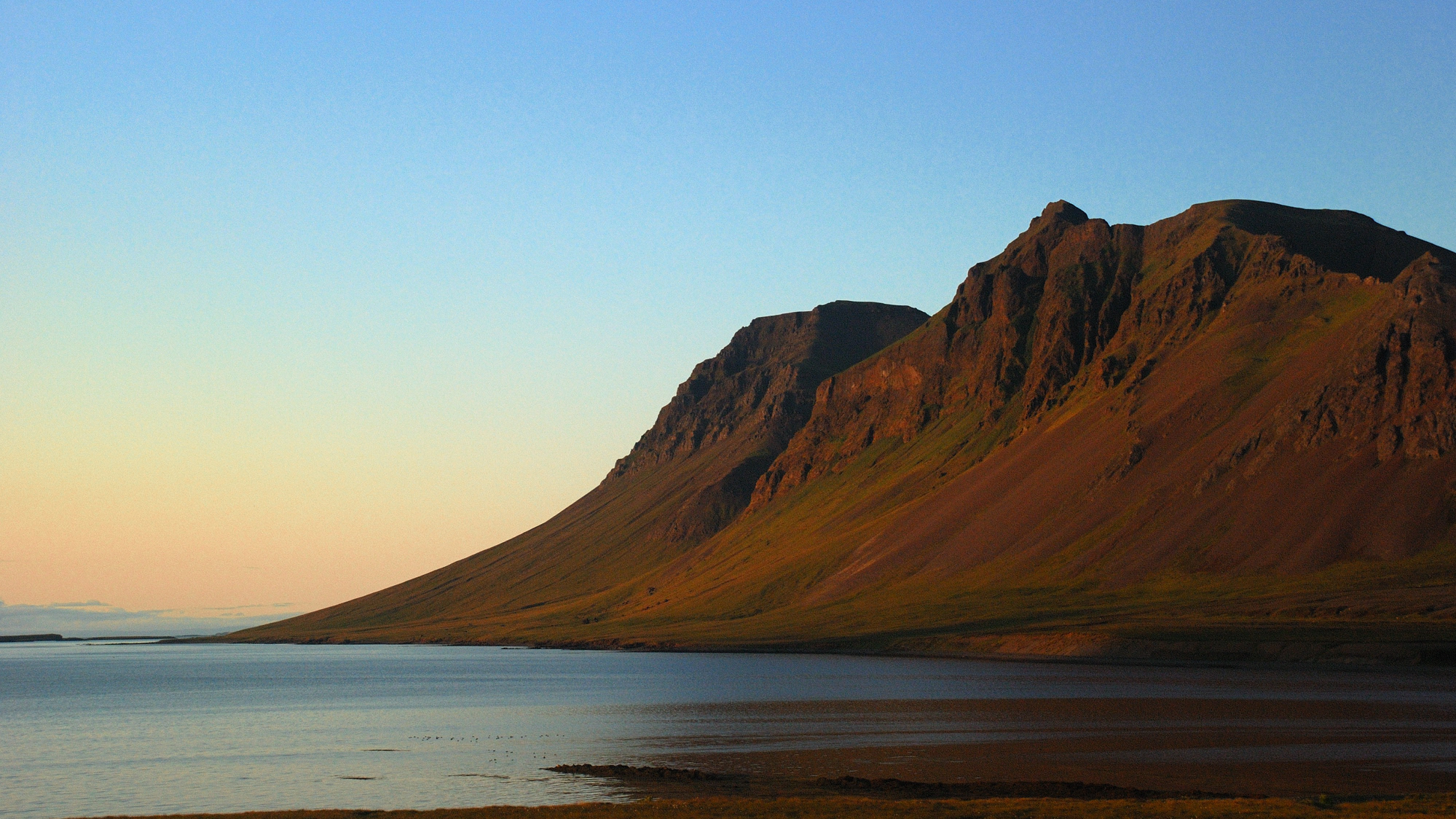
Буландсхёвди
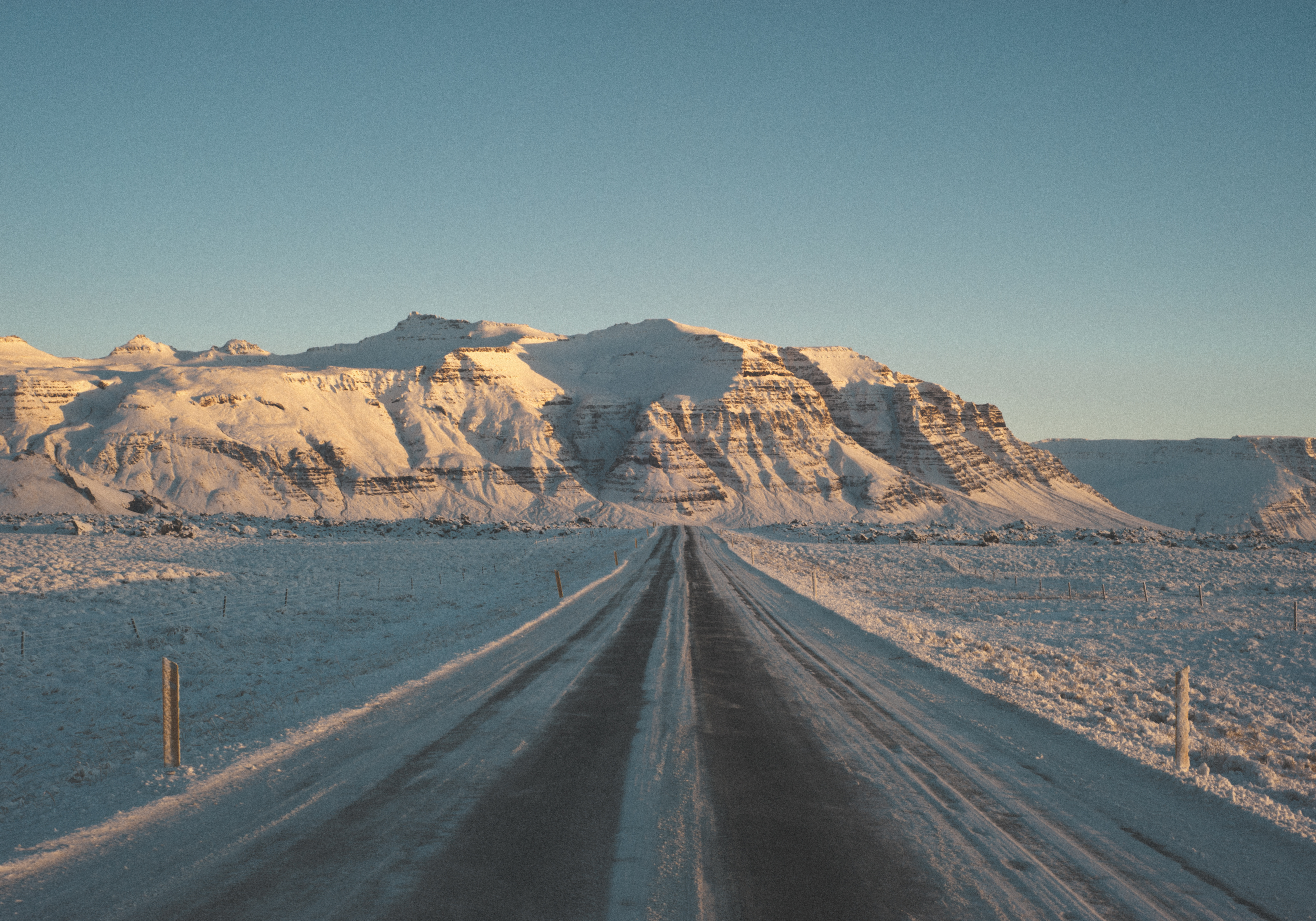
Снайфедльснесвегюр на юге Снайфедльснес
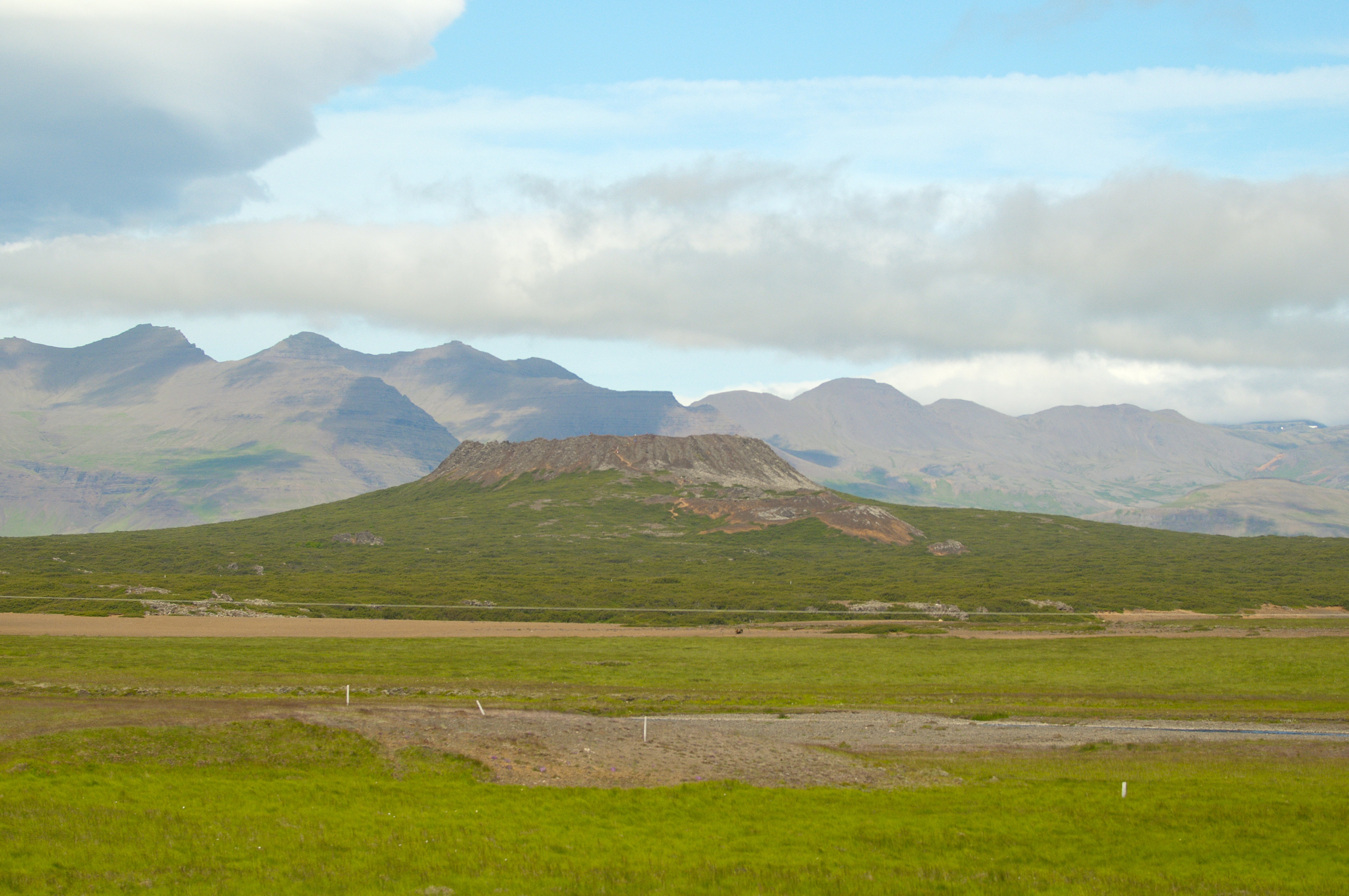
Кратер Эльдборг
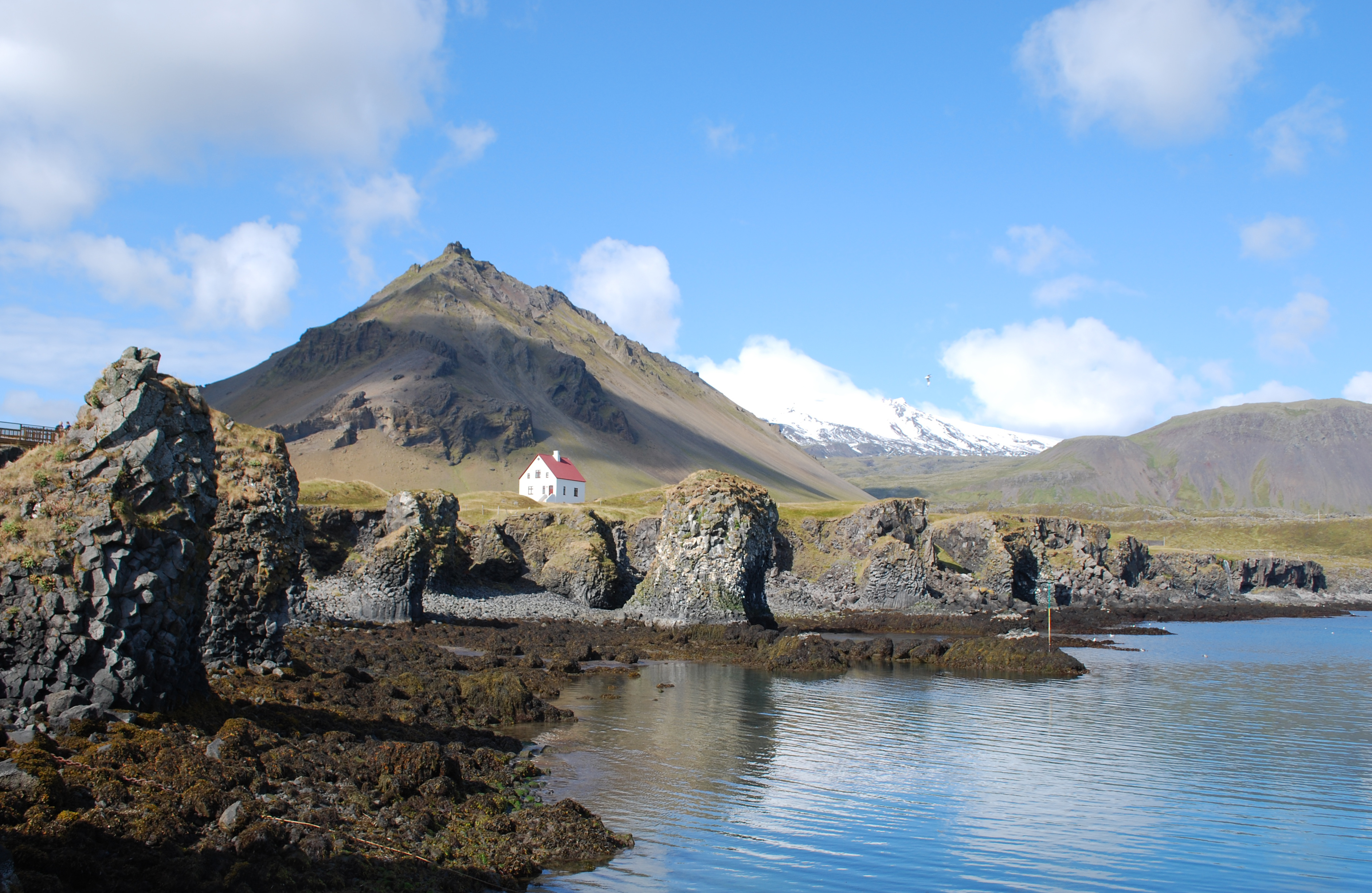
Аднарстапи и гора Стапафедль
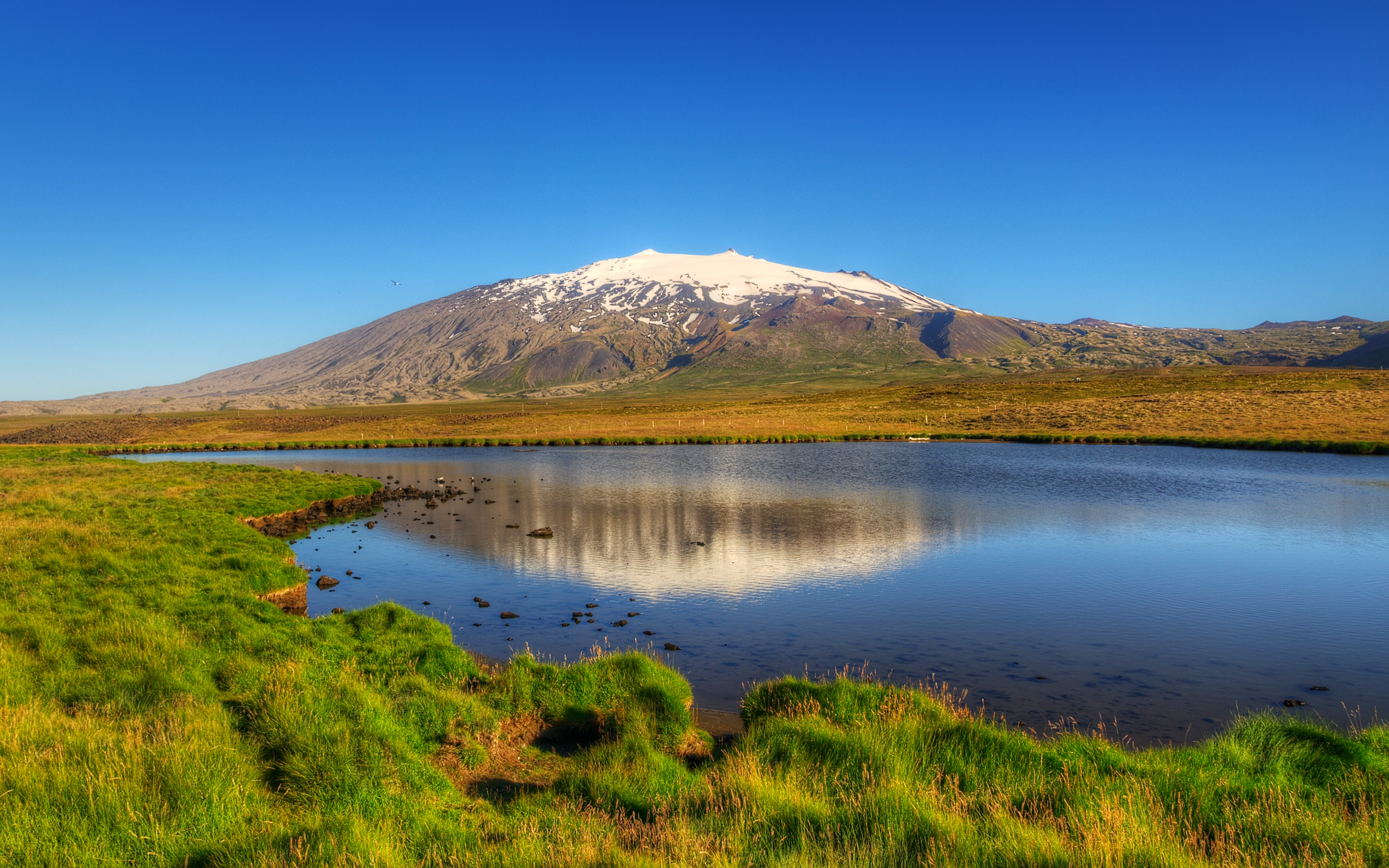
Вулкан Снайфедль с ледником Снайфедльсйёкюдль на вершине
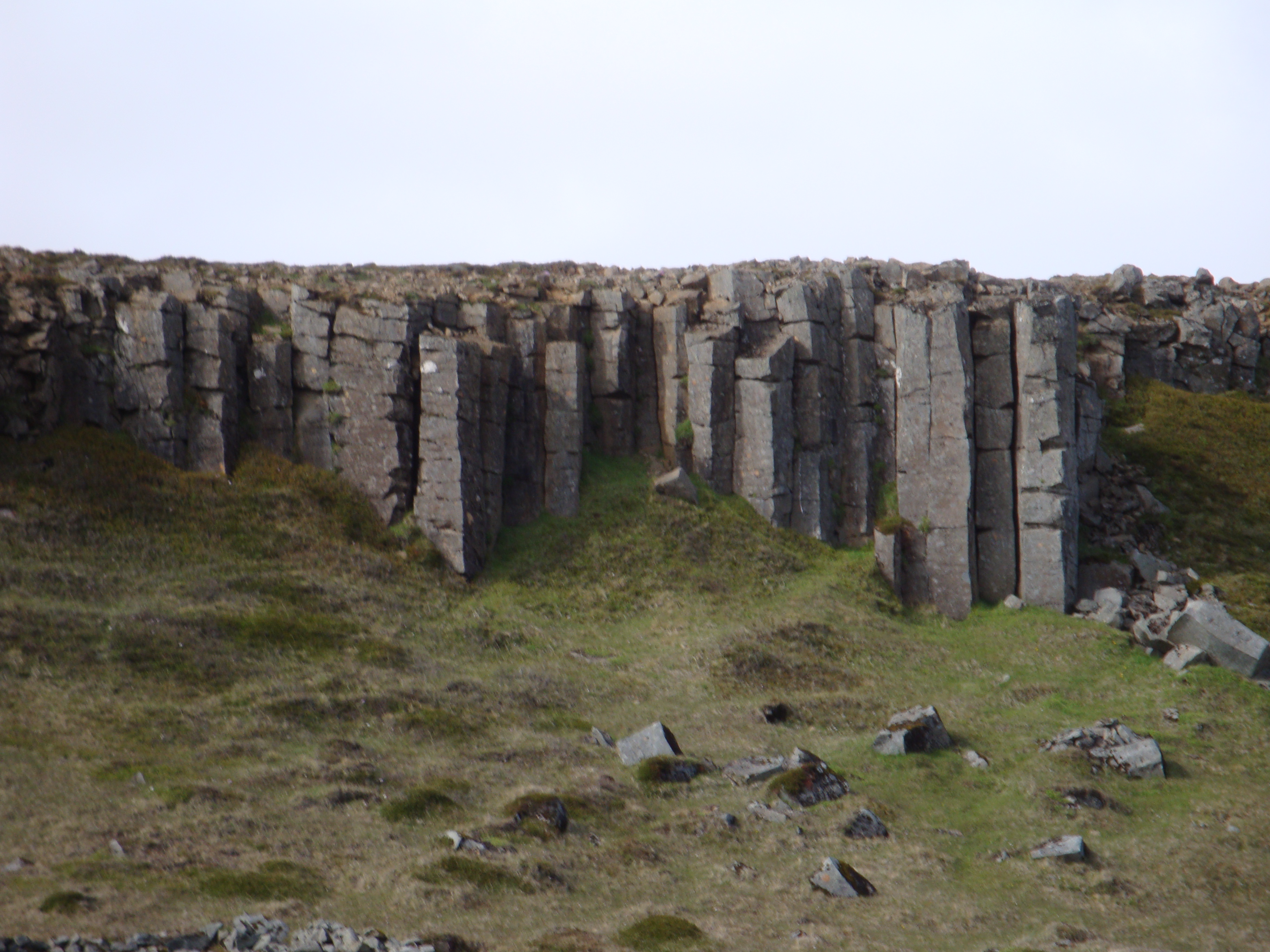
Базальтовые стольбы Гердюберг